# Paweł Nasiłowski
Paweł Grzegorz Nasiłowski (ur. 1962 w Siedlcach) – funkcjonariusz Służby Więziennej, generał Służby Więziennej, dyrektor generalny tej formacji w 2009.

## Życiorys
Syn Jana. Posiada wykształcenie wyższe pedagogiczne. Od 1988 pracuje w Służbie Więziennej. Był zastępcą dyrektora Zakładu Karnego w Siedlcach, gdzie odpowiadał za działalność kulturalno-oświatową, wychowawczą i współpracę międzynarodową. Stworzył tam dom kultury dla skazanych. W latach 1998–2002 był przedstawicielem ministra sprawiedliwości w Radzie Głównej ds. Społecznej Readaptacji i Pomocy Skazanym, odpowiadając między innymi za kary alternatywne.
W lipcu 2006 został zastępcą szefa Centralnego Zarządu Służby Więziennej, będąc w stopniu majora. 11 listopada 2007 został awansowany na generała, co wymagało zastosowania przyśpieszonej ścieżki awansu. W kwietniu 2008 został odwołany ze stanowiska ze względu na śmierć Claudiu Crulicia. W marcu 2009 powołany na dyrektora generalnego SW w miejsce Jacka Pomiankiewicza, odwołanego wskutek samobójstwa Roberta Pazika, jednego z zabójców Krzysztofa Olewnika. 18 listopada 2009 odwołany z zajmowanego stanowiska. Został wówczas pełnomocnikiem ministra sprawiedliwości i dyrektorem Biura Dozoru Elektronicznego Centralnego Zarządu Służby Więziennej.
Odznaczony Brązowym (1998), Srebrnym (2007) i Złotym (2015) Krzyżem Zasługi oraz Krzyżem Kawalerskim Orderu Odrodzenia Polski (2021).